# 鈴木美妃
鈴木 美妃（すずき みき、1980年11月17日 - ）は、静岡県生まれ東京育ちの女優。

## 概要
子役時代劇団東俳に所属し、本名の鈴木奈央で活動。
1991年のミュージカル『アニー』のアニー役を演じる。
一時活動を休止していたが、復帰と共にラミパスに所属、鈴木美妃に改名し、2004年には映画『ワイルド・フラワーズ』に主演するなどした。
その後、中国北京へ留学。チャン・ツィイーやコン・リーなどを輩出した北京の演劇学校中央戯劇学院で演劇と中国語を学ぶ。

## 作品

### 日本作品
- 1985年 - 1990年：歌舞伎《義経千本桜》《盲目物語》等
- 1989年：ドラマ《故郷》（NTV）
- 1991年 -1994年 CF《エバラ食品シリーズ》
- 1990年：ミュージカル《オリバー!!》（帝国劇場）
- 1991年：ドラマ《大石内蔵助》(NHK)
- 1991年：橋田壽賀子スペシャル《源氏物語》(TBS)
- 1991年：《ミュージカル・アニー 少女たちの120日戦争》（日本テレビ）
- 1991年：ミュージカル《アニー》アニー役（青山劇場他）
- 1992年：ドラマ《刑事貴族2nd～少女の季節》（日本テレビ）
- 1992年 - 1993年：ミュージカル《大草原の小さな家》ローラ役（日本青年館他）
- 1992年：吉幾三特別公演《大家族》（新宿コマ劇場）
- 1993年 - 1994年：手話ミュージカル《しあわせ色の青い空》ムッちゃん役（シアターアプル他）
- 1994年：夜想会公演《奇跡の人》ヘレンケラー役（シアターサンモール他）
- 1998年 - 1999年：アニメ《聖ルミナス女学院》沖田ドナ役（テレビ東京）
- 2000年：ドラマ《OLヴィジュアル系2nd》（テレビ朝日）
- 2001年：ドラマ《OLヴィジュアル系SP》（テレビ朝日）
- 2003年：ドラマ 《女と愛とミステリー「伊豆・金沢犀賀焼殺人事件》（テレビ東京）
- 2004年：ドラマ《四谷くんと大塚くん/天才少年探偵登場の巻》（TBS）
- 2004年：映画《ワイルド・フラワーズ (映画)》桐島みどり役（小松隆志監督）
- 2005年：ドラマ《京都・檜家一家・骨肉の争い～不倫調査員・　片山由美シリーズ》
- 2007年：映画《世界はときどき美しい》（ユナイテッドエンタテインメント・御法川修監督）
- 2007年：レポーター《NEWS JAPAN》（フジテレビ）
- 2008年：開局55年記念特別番組《女たちの中国》川島芳子役（日本テレビ）
- 2008年：レポーター《中国 麺ロードを行く》（BS12）
- 2009年：レポーター《体験☆北京ペキンPeKING！》（旅チャンネル）
- 2010年：レポーター《体験☆北京ペキンPeKING！2》（旅チャンネル）

### 中国作品
- 2007年：ドラマ《传奇福贵人》（嵯峨浩役）
- 2008年：情報番組《東京印象~北海道漫游記》（レポーター）
- 2008年：ドラマ《蜗居》（正雄の母役）
- 2009年：情報番組《漫游中国》（レポーター）
- 2009年：ドラマ《神探狄仁杰4》《神断狄仁杰》（有則理恵役）
- 2010年：ドラマ《以母亲的名义》（杏子役）
- 2010年：情報番組《畅游北京》（レポーター）
- 2010年：雑誌《新周刊》335期（インタビュー）
- 2010年：ドラマ《孤岛飞鹰》（大島英枝役）
- 2011年：ドラマ《冬日惊雷》（横山美菊子役）
- 2012年：映画《银战》（铃木美技役）
- 2012年：雑誌《人物》11月（インタビュー）
- 2012年：雑誌《全球商业经典》（インタビュー）
- 2012年：映画《黑四角》（小花役）
- 2013年：ドラマ《愤怒的摄影师》（佐贺子役）
- 2013年：ドラマ《生死血符》（大桥样子役）
- 2014年：ドラマ《参工传奇》（花田川子役）
- 2014年：雑誌《Whenever 北京》4月（インタビュー）
- 2014年：ドラマ《非凡淘气包》（歌手久美子役）
- 2014年：ドラマ《书圣王羲之》（宫贤役）
- 2015年：ドラマ《1945黎明之战》（朴诸芳役）
- 2015年：映画《绝地》（阿忍役）